# Rheinmetall
Rheinmetall AG (вимова Ра́йнмета́ль АҐ) — німецький машинобудівний та збройовий концерн зі штаб-квартирою в Дюссельдорфі, створений 1889 року. Один із найбільших виробників військової техніки та зброї в Німеччині та Європі, входить до 35 найбільших оборонних компаній світу, маючи представництва в багатьох країнах. Навесні 2023 року компанія відкрила представництво в Україні.
Основна продукція концерну — військова техніка, зброя, боєприпаси, автомобілі. Відомими сучасними виробами компанії є танки Leopard, бойові машини Marder, Boxer, Lynx, Fuchs і САУ PzH 2000.
Акції компанії торгуються на Франкфуртській біржі, а також на всіх німецьких біржах.

## Історія

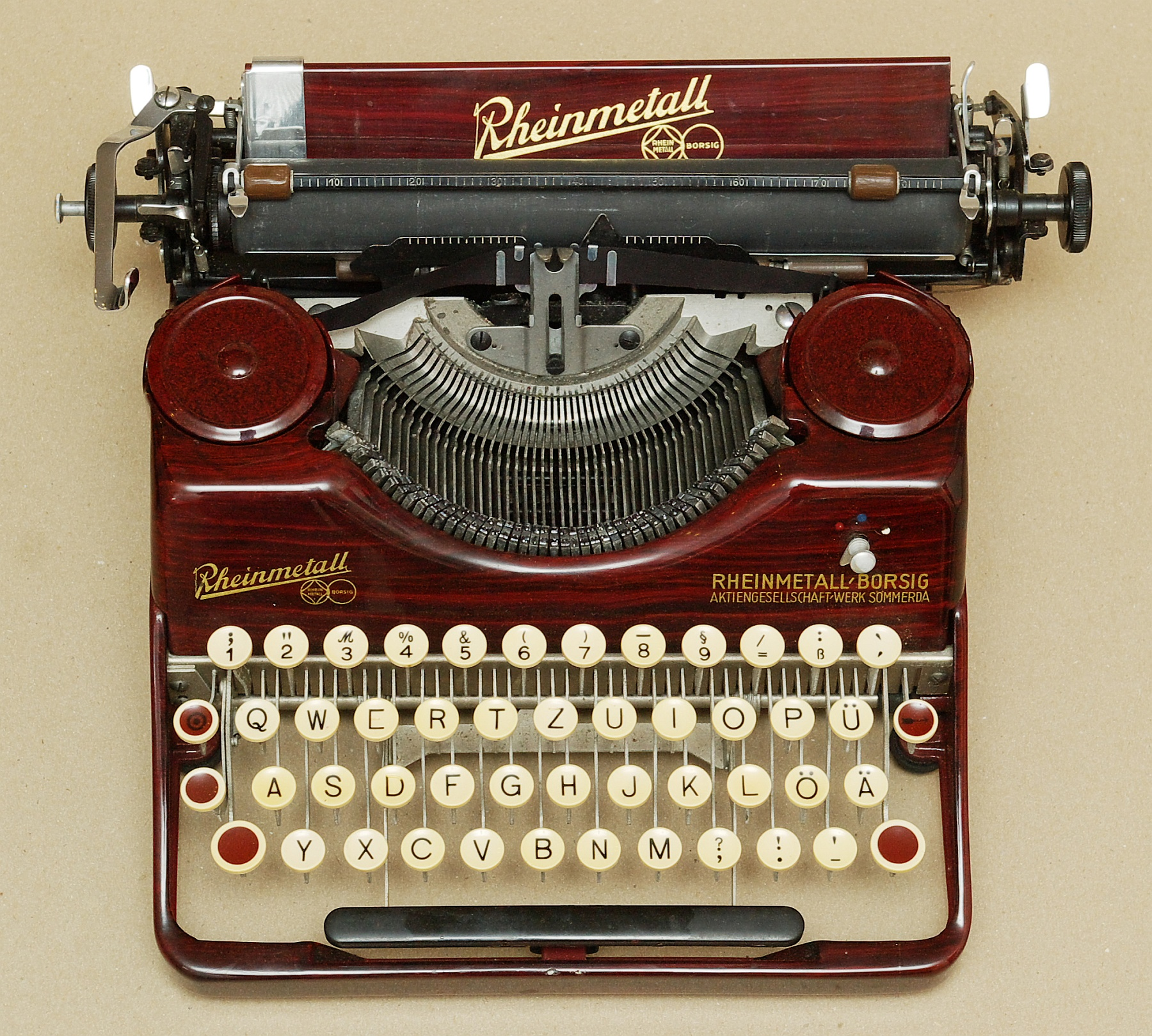
Друкарська машинка (1920 рік) виробництва компанії Rheinmatall, яка була змушена виготовляти невійськову продукцію після Першої світової війни.

### Ранні роки та Перша світова
У 1889 році підприємець і винахідник Генріх Ергардт створив невелику компанію з виробництва озброєння, зокрема боєприпасів. Пізніше компанія розширила виробництво за рахунок випуску артилерійських систем і стрілецької зброї. На початок Першої світової війни компанія стала найбільшим виробником озброєння в Німеччині. Станом на січень 1914 року чисельність її робітників перевищувала 8000 осіб, до 1915 — 14000, а до кінця війни — 48000. На кінець 1917 року компанія щодня виробляла понад 2,5 млн патронів і снарядів, понад 500 пістолетів, гвинтівок та кулеметів, до 50 різних артилерійських і зенітних гармат.[джерело?]

### Постверсальський період
Після підписання Версальського договору в липні 1919 року Німеччині було заборонено випускати великокаліберне озброєння, яке було основним у виробництві Rheinmetall. Внаслідок цього компанія була змушена переорієнтуватися на виробництво цивільної продукції.

### Нацистський період
З середини 1930-х років компанія Rheinmetall-Borsig AG (у 1933-му Rheinmetall викупила збанкрутілу залізничну фірму August Borsig GmbH) почала нарощувати виробництво озброєння від пістолетів та кулеметів до автоматичних гармат, протитанкових гармат, гаубиць та бронепоїздів. 
1937 року в підрозділі компанії Rheinmetall-Borsig AG, фірма Alkett, налагодила під Берліном виробництво танків, які за технічною документацією проходили як тракторна техніка для сільського господарства (через обмеження, передбачені Версальським договором). У 1941 році відбулася зміна всього керівництва компанії на офіцерів військових структур Третього рейху. Rheinmetall перейшла в підпорядкування державного концерну Reichswerke AG Hermann, який відповідав за управління військовими заводами Німеччини.[джерело?]

### Сучасність
Попри спад виробництва зброї після Холодної війни, концерн усе одно зростав завдяки світовому ринку зброї. Компанія має заводи й представництва в багатьох країнах світу. Впродовж 2002—2022 років виторг від продажу зброї зріс із 2,5 до 4,5 млрд доларів на рік.
Значний вплив на становище компанії справило російське вторгнення в Україну. 2022 року канцлер Олаф Шольц виділив 100 млрд євро на модернізацію збройних сил, що передбачала контракти й для Rheinmetall. За рік вторгнення обсяг замовлень компанії зріс на 12 млрд євро, а вартість акцій зросла в 5 разів. 
Загалом станом на березень 2025 року акції Rheinmetall із моменту повномасштабного вторгнення Росії в Україну зросли в 12 разів. Капіталізація Rheinmetall досягла 56,2 млрд євро (61,1 млрд дол), перевершивши ринкову вартість найбільшого автовиробника Європи Volkswagen AG (54,7 млрд євро).
Компанія будує нові заводи, зокрема завод з виготовлення боєприпасів у Німеччині (300 млн євро), бронетанковий завод в Угорщині, низку заводів в Україні та інвестує в підприємства інших країн Європи.
2022 року Rheinmetall купила за 1,2 млрд євро іспанську Expal, яка до того була конкурентом.
На тлі дефіциту артилерійських боєприпасів компанія планувала вийти на потужність 700 тисяч одиниць на рік у 2024-му та 1,1 млн на рік до 2027 року.
2024 року російський уряд планував убити виконавчого директора компанії, про це дізналася розвідка США й повідомила Німеччину. Німецькі служби безпеки змогли захистити Паппергера та зірвати замах.

## Продукція

### Перелік сучасної продукції
- Броньовані гусеничні, колісні та вантажні транспортні засоби
- Зброя та боєприпаси
- Баштові системи артилерійського вогню
- Системи ППО та складові
- Системи військового та індивідуального захисту на морі, в повітрі та на суходолі
- Системи контролю, комунікації, керування і розвідки
- Електронна оптика
- Системи комп'ютерної симуляції і тренінгу
- Технології ABC-мобільної розвідки
- Системи прицілювання та ведення вогню
- Індивідуальне оснащення піхоти майбутнього
- Навігаційне обладнання
- Артилерійське обладнання літаків
- Виробничі та тестувальні центри

### Відомі вироби
- 1935 — MG-34
- 1940 — MG-15
- 1940 — MG-131
- 1941 — MG-17
- 1969 — MG-3
- 1969 — Marder
- 1976 — Spz 2 Luchs
- 1976 — UR-425 Condor
- 1979 — TPz 1 Fuchs
- 1989 — Wiesel
- 2006 — GTK Boxer
- 2007 — Puma
- 2011 — TH-495
- 2016 — Lynx
- 2021 — Skynex
- 2022 — Panther KF51

## Співпраця з Україною

### Постачання техніки

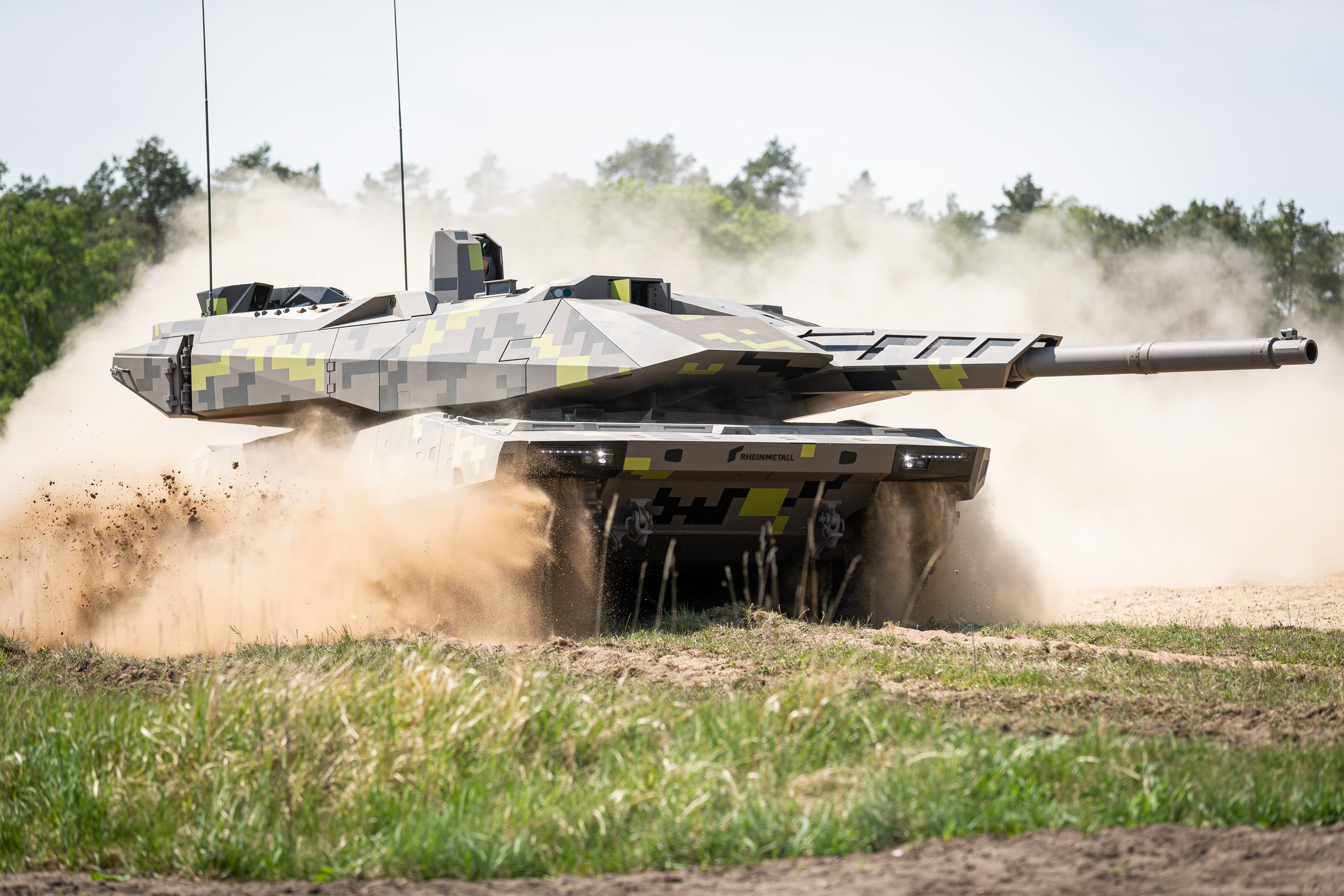
Перспективний танк Panther KF51

У квітні 2022 року, на початку російського вторгнення в Україну, Rheinmetall запропонував уряду Німеччини передати Україні БМП Marder та танки Leopard 1 із власних запасів компанії. Ці пропозиції були початково відхилені через позицію уряду щодо першочергового надання техніки радянського зразка. Втім, компанія почала в односторонньому порядку відновлювати БМП для майбутньої передачі або Україні, або Греції за програмою «Рінґтауш» (Греція мала передати Україні свої БМП-1 та натомість отримати Marder). У січні 2023 було заявлено, що за умови укладення замовлення, компанія може відновити близько 110 танків Leopard 1 та Leopard 2 протягом року та викупити 96 Leopard 1 у швейцарської компанії RUAG. Станом на середину березня 2023 року, компанія ремонтувала 50 танків Leopard 2 та 100 танків Leopard 1, а також планувала придбати 36 Leopard 2 у Швейцарії.
Під час вторгнення також було розгорнуто додаткові потужності та побудовано нові заводи для забезпечення Сил оборони України технікою. Зокрема, запроваджено виробництво деяких боєприпасів, що потрібні Україні: зокрема, дефіцитні снаряди для Gepard, боєприпаси для Leopard 2. У квітні 2023 було озвучено плани з будівництва в Румунії центру обслуговування західної техніки для України.
Відомо про постачання Україні такої техніки: модульний мобільний госпіталь, вантажівки MAN HX 8×8, автоматизовані системи спостереження SurveilSPIRE, БМП Marder, танки Leopard 1, Leopard 2, системи ППО Skynex тощо.
Після початку вторгнення портфель замовлень зріс майже з 26 млрд до 38 млрд євро, майже на 50%.

### Спільне підприємство
Постачання великої кількості техніки потребує ремонту, а крім того, потреба Сил оборони України в новій техніці зробила Україну перспективним замовником. Тому концерн вирішив створити власні підприємства в Україні для якнайшвидшого ремонту та виготовлення нового озброєння. «Економічна правда» вважає, що Rheinmetall діє найшвидше з усіх західних військових виробників щодо заходження в Україну.
У березні 2023 року генеральний директор компанії Армін Паппергер заявив про наміри побудувати в Україні заводу для виробництва новітніх танків Panther KF51, а пізніше стало відомо про плани виготовлення в Україні автомобільної техніки, боєприпасів та систем ППО, а також бронетранспортерів Fuchs.
13 травня 2023 року стало відомо, що Укроборонпром та Rheinmetall заснували спільне підприємство з ремонту і виробництва танків, в якому 51 % акцій та управління належать німецькій стороні.
У червні 2024 року було відкрито перший цех спільного підприємства для ремонту й виготовлення бронетехніки.
4 березня 2025 року Глава Rheinmetall Армін Папперґер в ексклюзивному інтерв’ю DW повідомив, що загалом планується 3 завод. Будується завод з виробництва боєприпасів, і планується завод для випуску зенітних систем.

## Розробки
Rheinmetall планує доопрацювати проєкт новітньої танкової 130 мм гармати до 2024 року. Такі строки узгодженні із графіком розробки майбутнього європейського танка MGCS (Main Ground Combat System). За планом концептуальний вибір озброєння має відбутися наприкінці 2022 року, а етап демонстрації — у 2024-ому.

## Інциденти

### Контракт з Росією
9 лютого 2011 року Міністр оборони РФ Анатолій Сердюков та голова Rheinmetall AG Клаус Еберхар підписали угоду про розбудову центру бойової підготовки і симулятор бойових дій військ місткістю до 30 тис. солдатів і офіцерів на рік на полігоні в м. Муліно (Нижньогородська область, загальна площа полігону 500 км²), загальною вартістю 120 млн. €.
Навчальний центр мав бути завершений в червні 2014 року. Але внаслідок агресії Росії проти України в Криму та прийняте рішення Ради міністрів ЄС про введення проти Росії відповідних європейських санкцій, уряд Німеччини в березні 2014 зупинив співробітництво концерну з Росією.
Джеймс Льюїс (Центр Міжнародних та стратегічних досліджень): «Я не думаю, що німецька компанія зіграла вирішальну роль [в підвищенні боєздатності російської армії], особливо враховуючи, що проєкт у Муліно був заморожений під натиском уряду в Берліні. Але я б не став применшувати й користь, отриману російською армією від співпраці з Rheinmetall, яка не тільки надала російській армії обладнання зв'язку і передові технічні засоби навчання особового складу, а й допомогла їй чітко сформулювати свою нову військову доктрину».

### Напади
7 березня 2023 року Rheinmetall зазнав великої кібератаки, яка, за даними представників компанії, не завдала серйозної шкоди IT-системам. Аналітики підозрювали, що за кібератакою можуть стояти хакери, пов'язані з російським урядом.

## Галерея

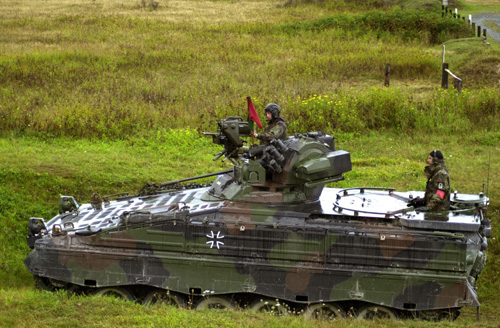
Marder
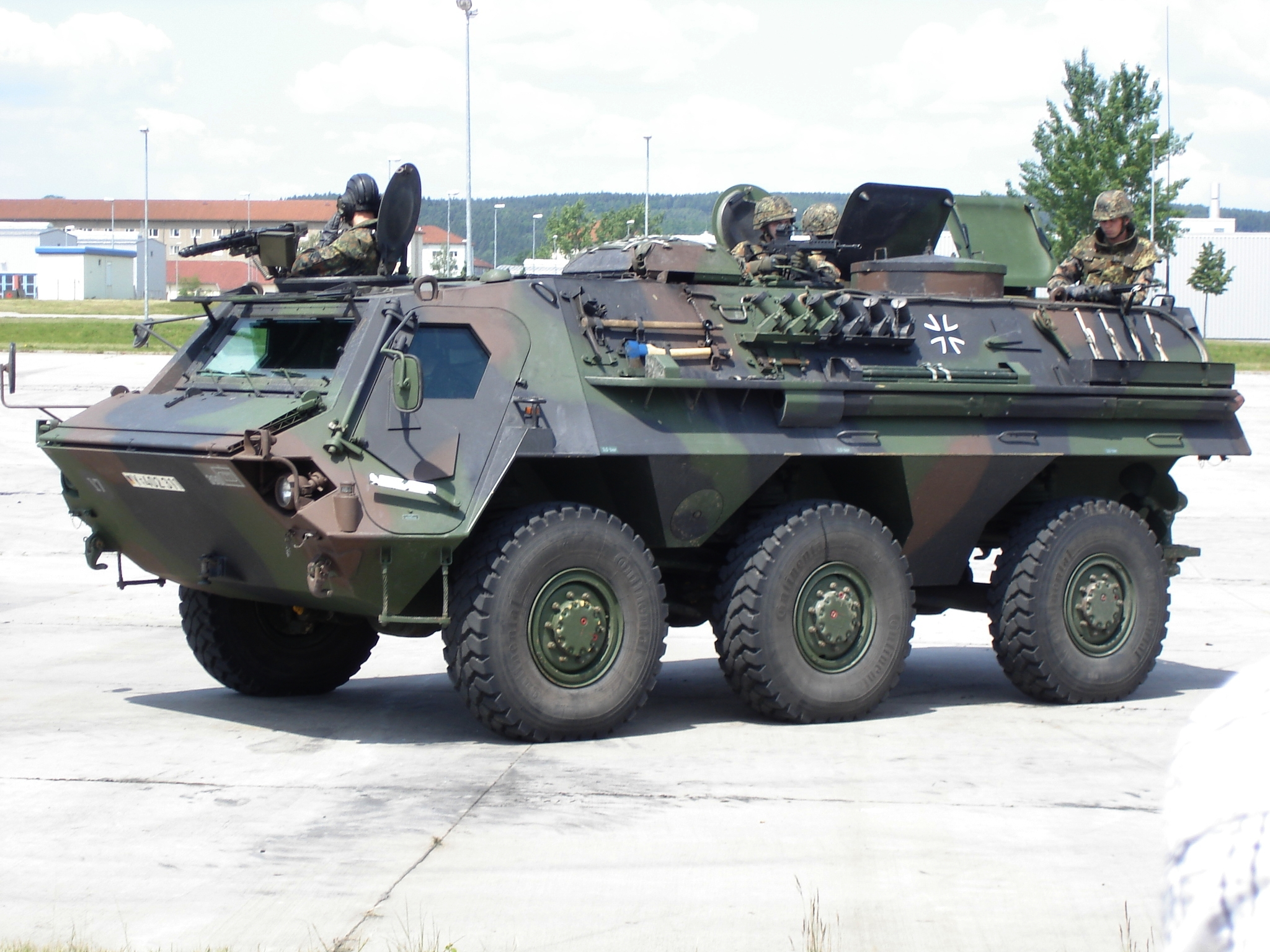
TPz 1 Fuchs
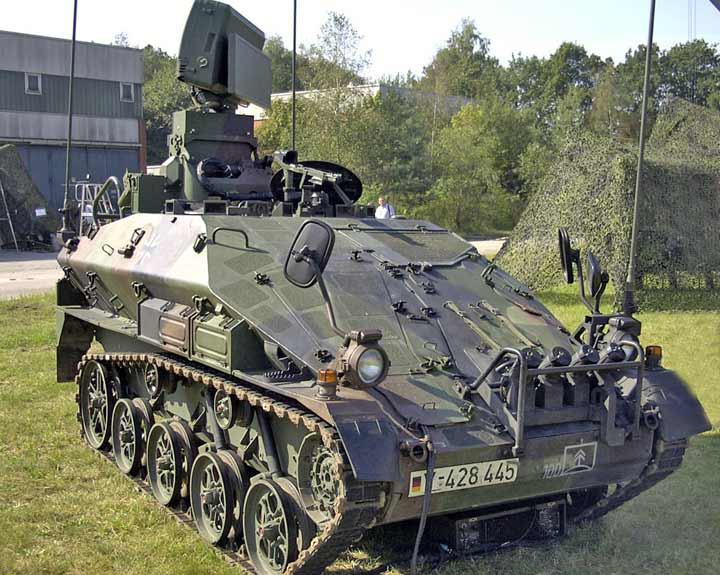
Wiesel
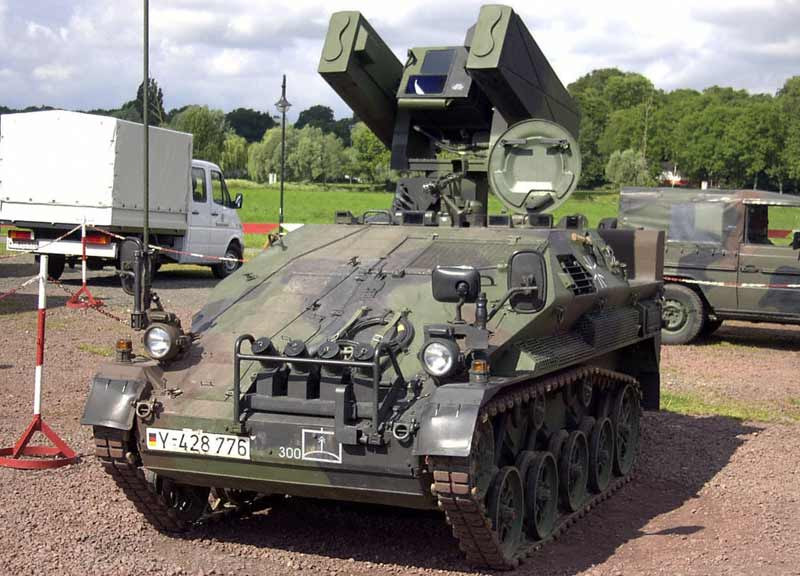
Wiesel 2
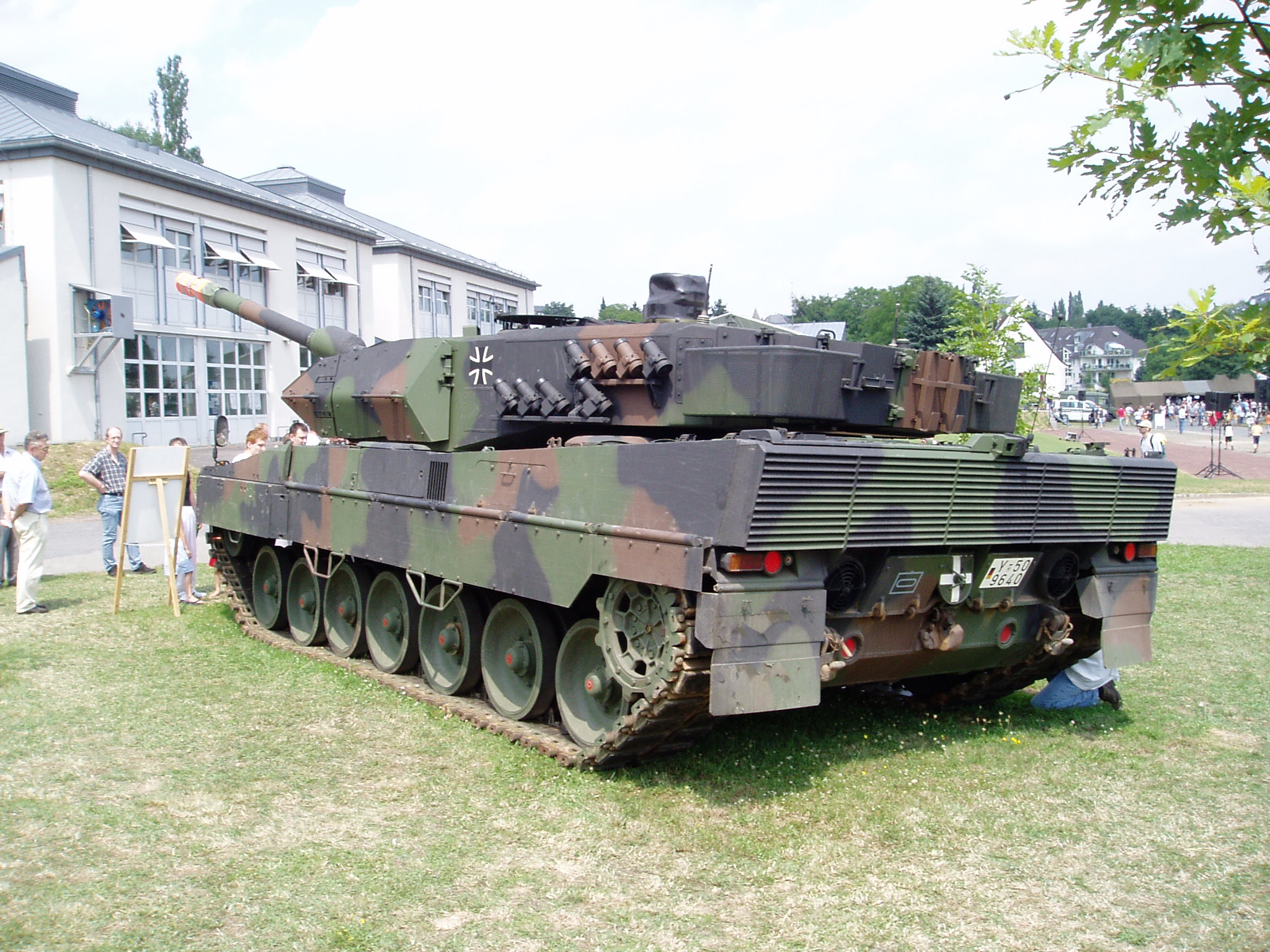
Leopard 2A6
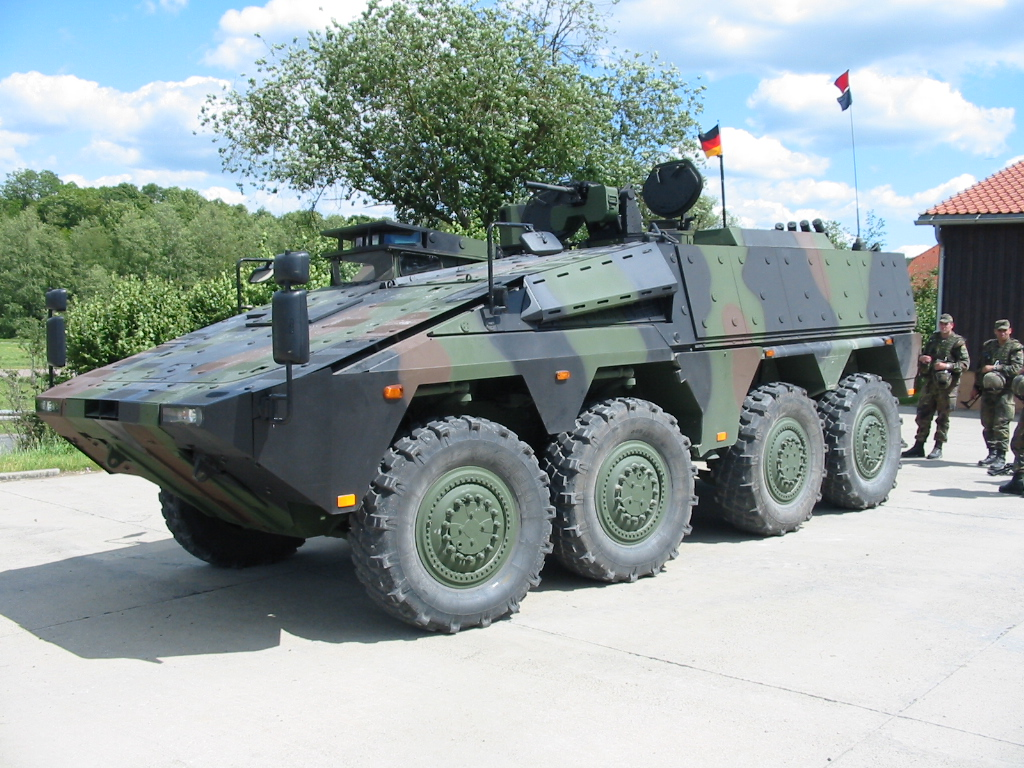
GTK Boxer
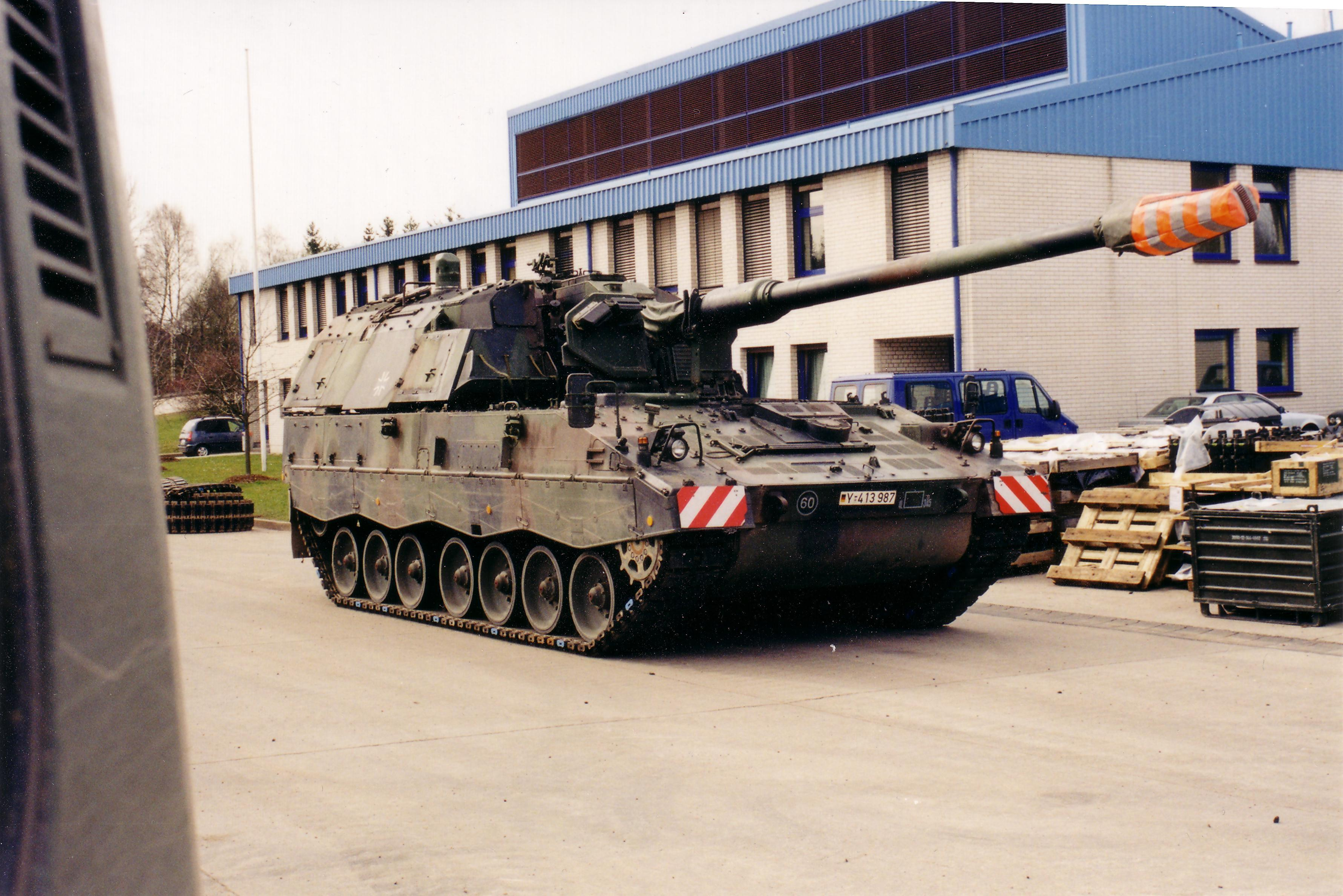
PzH 2000
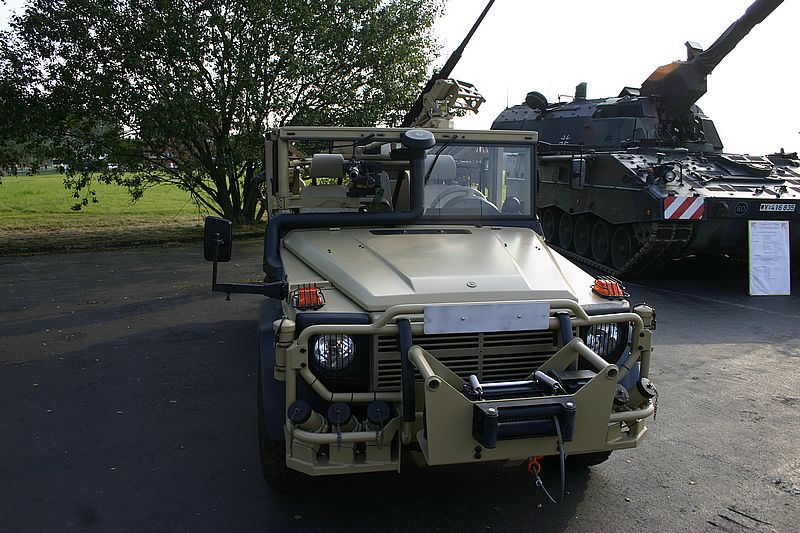
AGF
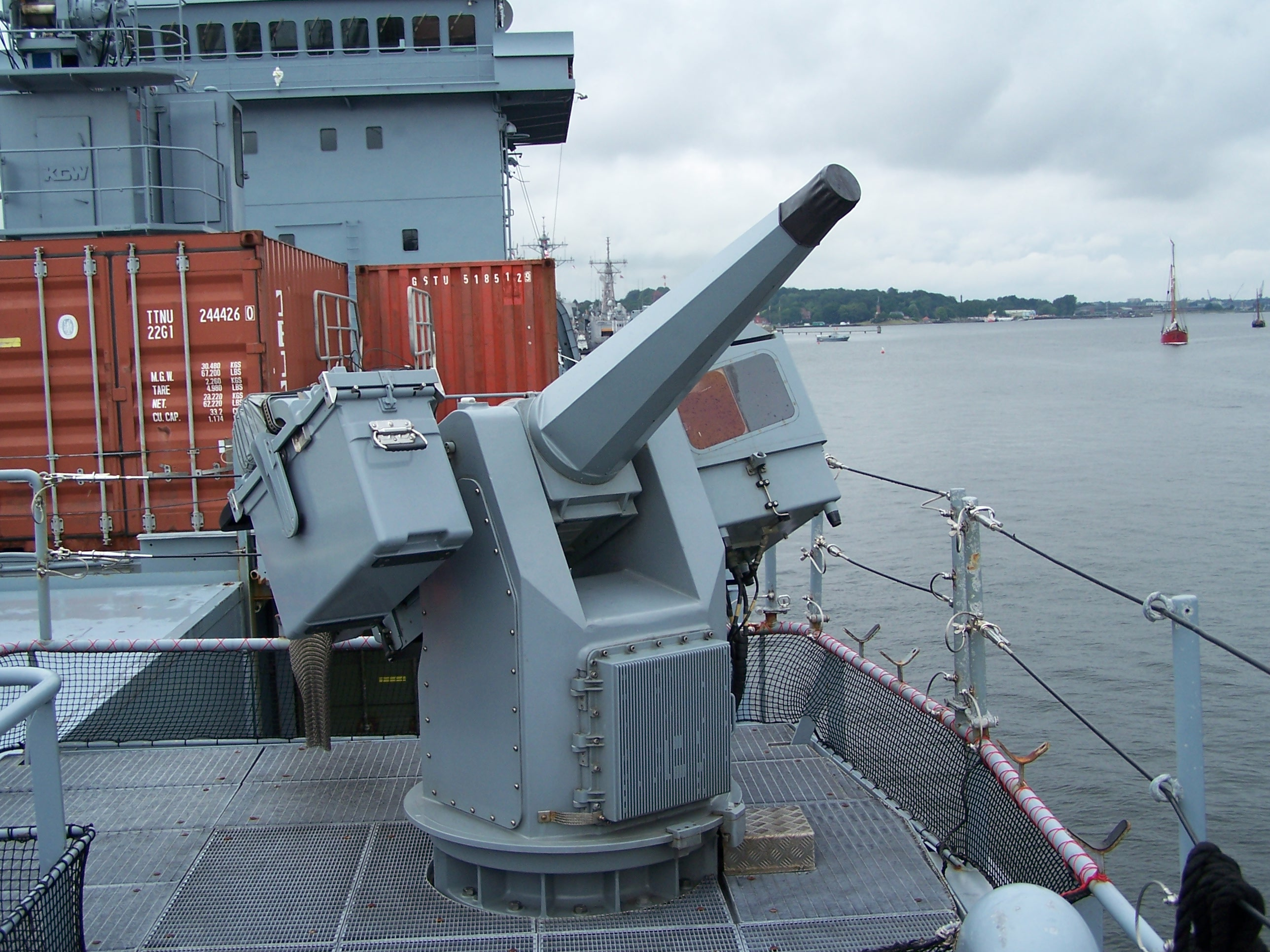
MLG 27 на борту судна постачання класу «Ельба» німецького флоту
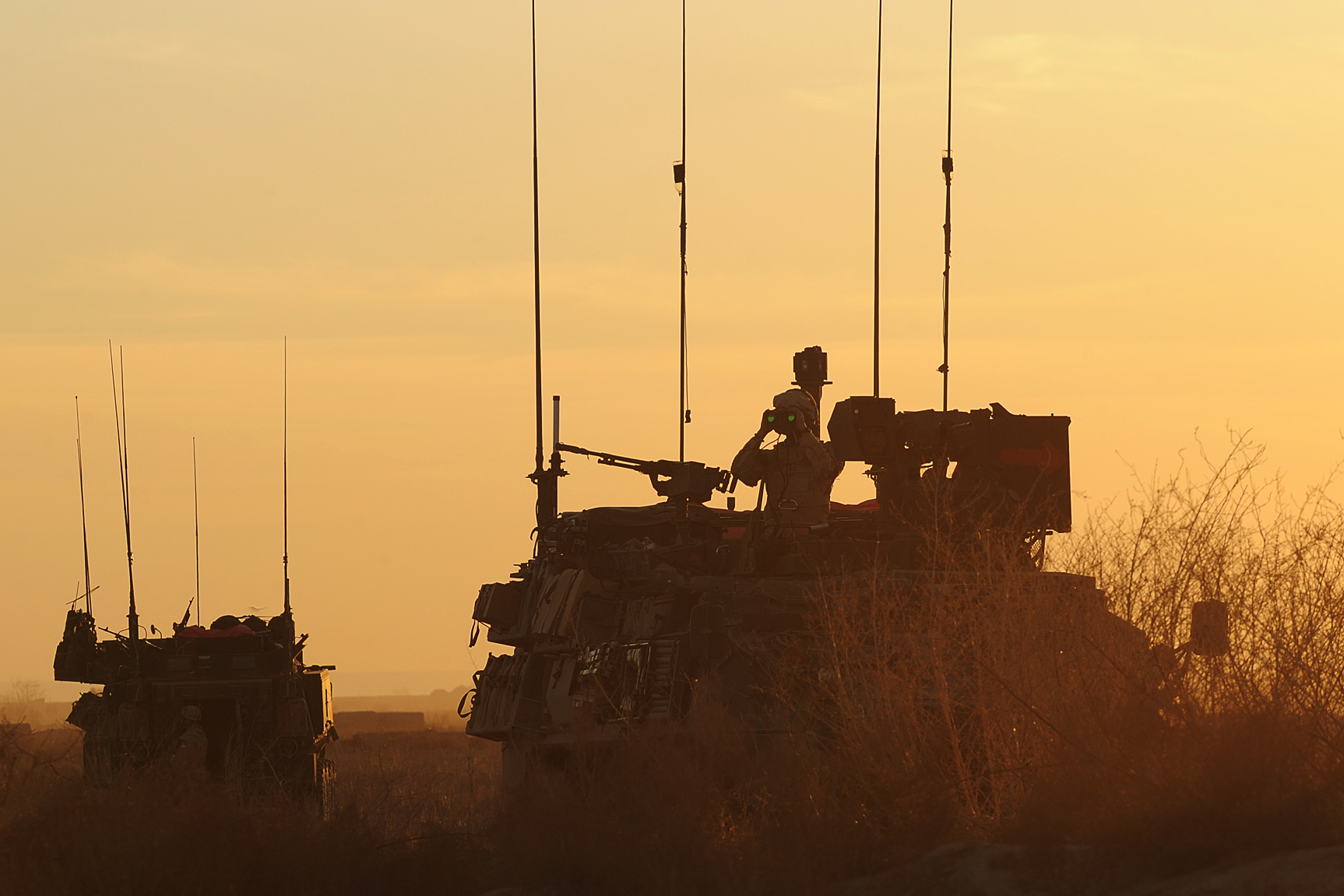
Канадський LAV-III озброєний станцією дистанційного керування зброєю Nanuk